# ألثيا شيرمان
ألثيا شيرمان (بالإنجليزية: Althea Sherman)‏ هي عالم حيوانات وعالمة طيور أمريكية، ولدت في 1 أكتوبر 1853، وتوفيت في 1943.